# Asín
Asín egy község Spanyolországban,  Zaragoza tartományban. Asín Ejea de los Caballeros, Luesia és Orés községekkel határos. Lakosainak száma 89 fő (2024).

## Népesség
A település lakosságának változását az alábbi diagram mutatja:
| Lakosok száma | 99   | 106  | 111  | 108  | 115  | 105  | 102  | 110  | 104  | 89   |
|               | 2001 | 2004 | 2007 | 2009 | 2012 | 2014 | 2017 | 2019 | 2022 | 2024 |